# 小山警察署
小山警察署（おやまけいさつしょ）は、栃木県小山市神鳥谷にある栃木県警察が管轄する警察署。署員数200名

## 所在地
- 栃木県小山市大字神鳥谷1738番地5

## 管轄区域
- 小山市
- 下都賀郡野木町

## 沿革
- 1874年（明治7年） - 小山警察掛出張所として開設
- 1907年（明治40年） - 小山警察署に改称
- 1966年（昭和41年） - 小山市若木町1丁目6番40号（国道4号沿い）に新築移転
- 2016年（平成28年）2月29日 - 現在地に新築移転

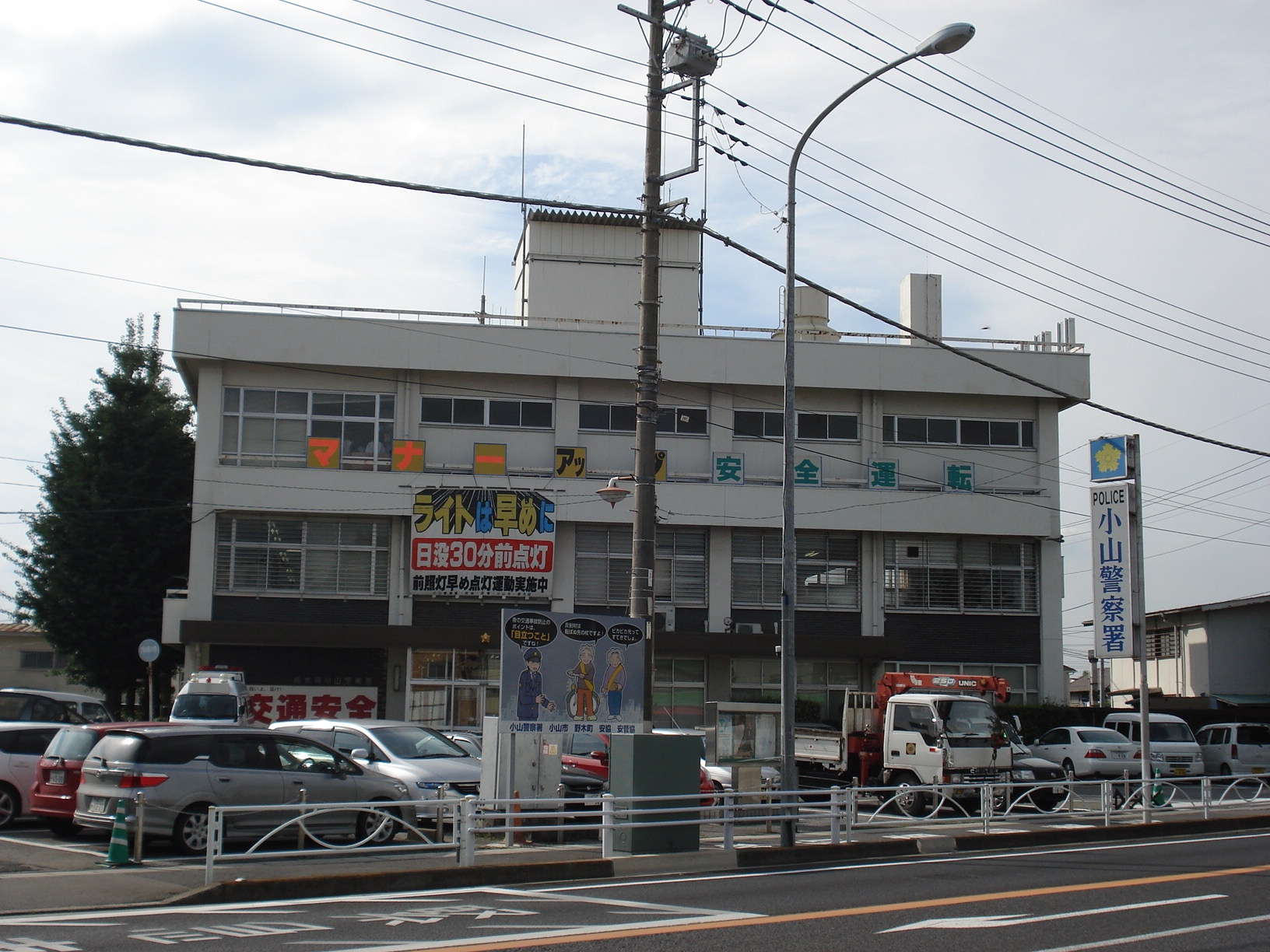
小山警察署 旧庁舎

## 交番・駐在所
小山
- 小山駅交番 - 小山市城山町3丁目3番22号
- 城南交番 - 小山市東城南4丁目1番1号
- 城東交番 - 小山市城東1丁目19番

大谷
- 犬塚交番 - 小山市大字犬塚998番地644
- 東野田駐在所 - 小山市大字東野田2142番地5

間々田
- 間々田駅前交番 - 小山市乙女3丁目16番1号
- 生井駐在所 - 小山市大字生良981番地1

桑絹
- 喜沢交番 - 小山市大字喜沢1164番地
- 若木交番 - 小山市若木町1丁目6番37号（羽川駐在所、扶桑駐在所を統合して新設）
- 鉢形駐在所 - 小山市大字鉢形138番地2
- 福良駐在所 - 小山市大字福良2220番地5

美田
- 中駐在所 - 小山市大字下河原田1161番地1
- 穂積駐在所 - 小山市大字萩島52番地1
- 豊田駐在所 - 小山市大字松沼987番地4

野木
- 野木交番 - 下都賀郡野木町大字丸林383番地16
- 佐川野駐在所 - 下都賀郡野木町大字佐川野493番地4

### 廃止された駐在所
- 羽川駐在所 - 小山市大字羽川164-2（廃止して若木交番を新設）
- 扶桑駐在所 - 小山市扶桑2丁目1-2（廃止して若木交番を新設）